# فینال جام حذفی فوتبال ایران ۱۳۸۴
فینال جام حذفی فوتبال ایران ۱۳۸۴ شانزدهمین فینال جام حذفی ایران بود که بین دو تیم صبا باتری و ابومسلم برگزار شد و در نهایت به قهرمانی صبا باتری منجر شد. دور رفت این بازی که به صورت رفت و برگشت انجام شد در تهران در ورزشگاه صباشهر و بازی برگشت در مشهد در ورزشگاه ثامن‌الائمه برگزار شد.

## گزارش بازی
در این دوره از مسابقات دو تیم صبا باتری و ابومسلم خراسان با پشت سر گذاشتن حریفان خود به فینال رسیدند. دیدار رفت این مسابقات در ورزشگاه صباشهر به میزبانی تیم فوتبال صبا باتری انجام شد و دو تیم به تساوی ۱–۱ رضایت دادند. سعید دقیقی برای تیم صبا باتری و محمدرضا خلعتبری برای تیم ابومسلم در این دیدار گلزنی کردند. دیدار برگشت این دو تیم در ورزشگاه ثامن الائمه مشهد و به میزبانی تیم ابومسلم خراسان انجام شد که در این مسابقه هم دو تیم به نتیجهٔ مساوی ۱–۱ رسیدند. فریدون فضلی برای تیم ابومسلم و روبرت مارکوسی برای تیم صبا باتری گلزنی کردند. با این نتایج دو تیم در مجموع دو بازی رفت و برگشت به نتیجهٔ ۲–۲ رسیدند و کار به وقت اضافه کشیده شد. در دو وقت اضافهٔ پانزده دقیقه‌ای هم دروازه‌ها بسته ماند تا کار به ضربات پنالتی بکشد. در ضربات پنالتی علی دایی، سهراب بختیاری‌زاده، محمد نوازی و سعید دقیقی از تیم صبا و مجتبی جباری و آندرانیک تیموریان از تیم ابومسلم توانستند پنالتی‌های خود را به گل تبدیل کنند اما پنالتی‌های فضلی و ناصحی از ابومسلم تبدیل به گل نشد. در نهایت این تیم صبا باتری بود که موفق شد در ضربات پنالتی ۴ بر ۲ پیروز شود و عنوان قهرمانی این دوره از مسابقات جام حذفی را بدست آورد.

## قوانین
قوانین فینال جام حذفی ۱۳۸۴ کاملاً همانند قوانین فینال دوره قبلی (۱۳۸۳) بود. یکی از دو تیم در دو دیدار رفت و برگشت با جمع زدن نتایج باید برنده می‌شد، اما اگر مجموع نتایج دو تیم بعد از دیدار برگشت مساوی بود، آنها مجبور به انجام بازی در اوقات اضافه و زدن ضربات پنالتی می‌شدد. (اگر نتیجه در وقت اضافه هم مساوی بماند)

## مسیر فینال
| صبا باتری     | صبا باتری | صبا باتری     | صبا باتری        | مرحله           | ابومسلم   | ابومسلم   | ابومسلم       | ابومسلم        |
| ------------- | --------- | ------------- | ---------------- | --------------- | --------- | --------- | ------------- | -------------- |
| حریف          | نتیجه     | میزبان/میهمان | گل‌زنان صبا باتری | مرحله حذفی      | حریف      | نتیجه     | میزبان/میهمان | گل‌زنان ابومسلم |
| ?             | ?         | ?             | ?                | یک‌شانزدهم نهایی | ?         | ?         | ?             | ?              |
| ملوان         | ۱–۰       | میزبان        | ?                | یک‌هشتم نهایی    | پرسپولیس  | ۱–۰       | میهمان        | ?              |
| پاس تهران     | ۴–۲       | میزبان        | ?                | یک‌چهارم نهایی   | پیکان     | ۱–۰       | میزبان        | ?              |
| استقلال اهواز | ۴–۴ (۶-۵) | میزبان        | ?                | نیمه‌نهایی       | فجر سپاسی | ۰–۰ (۶-۷) | میهمان        | ?              |

## مرور بازی فینال
| تیم ۱     | نتیجه‌نهایی | تیم ۲   | بازی رفت | بازی برگشت |
| --------- | ---------- | ------- | -------- | ---------- |
| صبا باتری | ۲–۲        | ابومسلم | ۱-۱      | ۱-۱        |

### بازی رفت
| صبا باتری | ۱ – ۱ | ابومسلم     |
| --------- | ----- | ----------- |
| دقیقی ۳۸' |       | خلعتبری ۸۲' |

### بازی برگشت
| ابومسلم                         | ۱ – ۱ | صبا باتری                          |
| ------------------------------- | ----- | ---------------------------------- |
| فضلی ۴۷'                        | گزارش | مارکوسی ۸۶'                        |
| ضربات پنالتی                    |       |                                    |
| جباری · تیموریان · فضلی · ناصحی | ۲–۴   | دایی · بختیاری‌زاده · نوازی · دقیقی |

## قهرمان
| قهرمان جام حذفی فوتبال ایران ۸۴–۱۳۸۳ |
| ------------------------------------ |
| صبا باتری                            |
| اولین بار                            |